# Collage

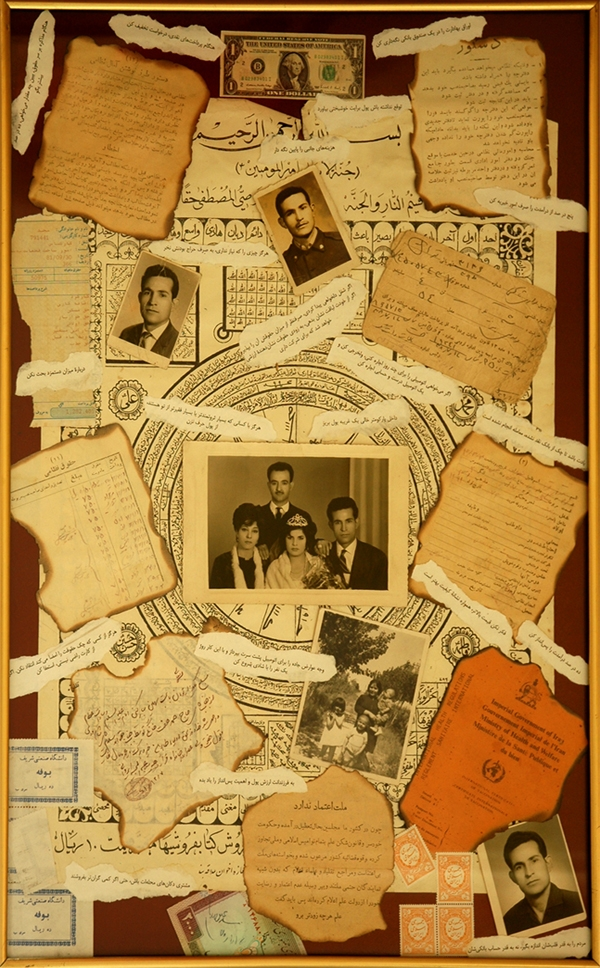
Collage de Majid Farahani

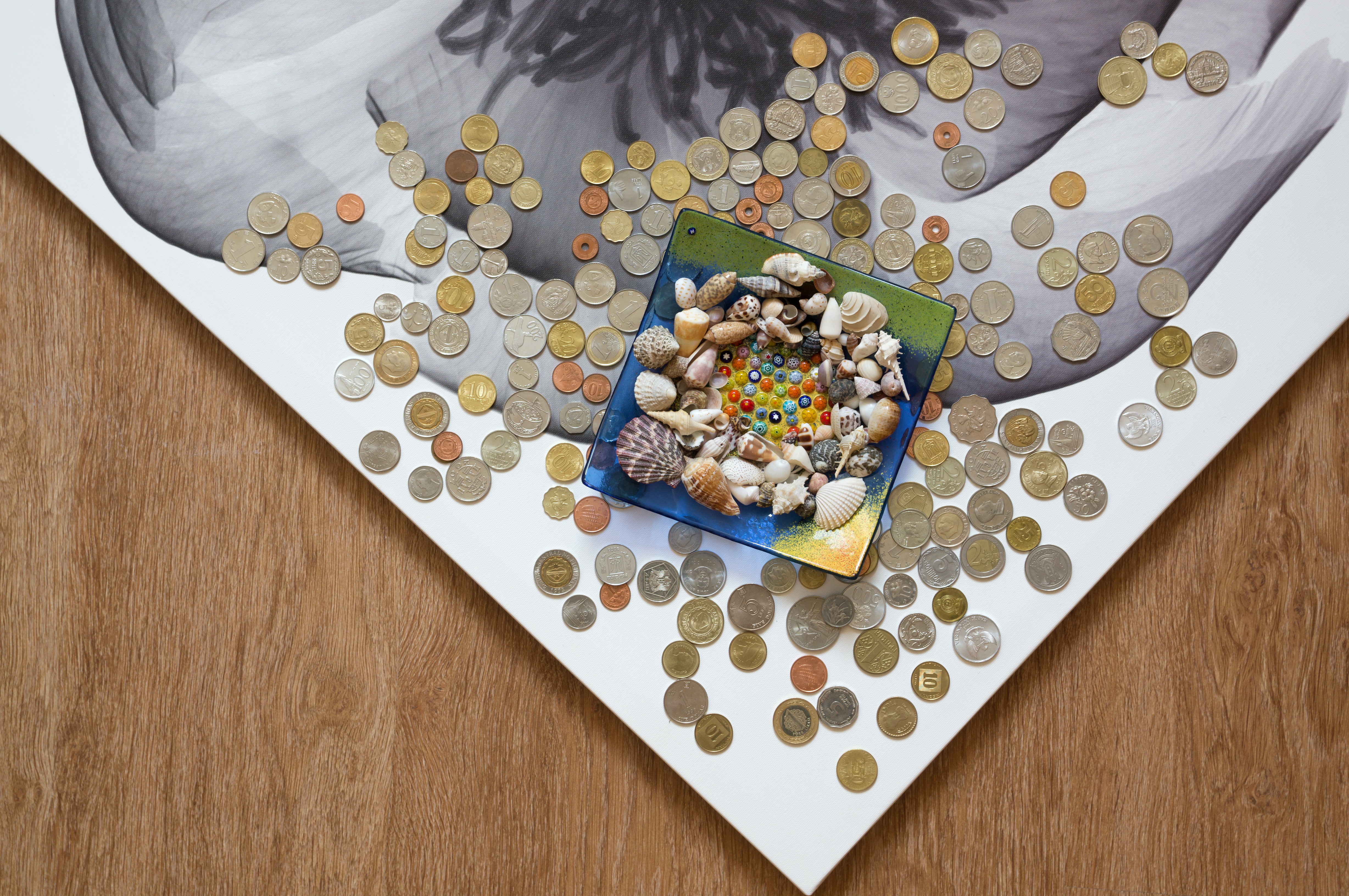
Collage

El collage (del francès, coller: enganxar) és una tècnica pictòrica consistent en la realització d'una pintura o dibuix amb un o més objectes superposats o no, enganxats a un suport. El collage es pot compondre per complet o solament en part de fotografies, fusta, pell, diaris, revistes, objectes d'ús quotidià, etc. Quan l'objecte resultant se separa de la paret, parlem d'assemblage. La tècnica oposada al collage és el décollage (en francès, literalment "desenganxament"), que consisteix a construir una imatge arrencant o esquinçant parts de l'original de manera que sol quedar al descobert la imatge de sota.

## Història
Encara que es considera que va ser Picasso qui va inventar el collage el 1912 amb la seva pintura Naturalesa morta amb cadira de reixeta, està en discussió si va ser primer Picasso o Georges Braque. En tot cas, trobem un precedent amb l'art trobat del dadaista Marcel Duchamp. Amb aquest gènere artístic, l'artista tria un objecte, objecte trobat, el qual sacralitza com "art", des d'una pedra que crida la seva atenció en un camí a una imatge que li agrada en una revista. Dels objectes trobats al collage hi ha només un pas. El collage ha estat utilitzat, doncs, en les avantguardes històriques de principis del segle XX: Futurisme, Cubisme, Dadaisme, Surrealisme, Constructivisme… Així mateix és una tècnica habitualment emprada pels creadors del Mail art en la difusió dels seus treballs. També és utilitzada en la il·lustració de llibres infantils, per exemple per autors com Eric Carle.

## Artistes
- Georges Braque
- Marcel Duchamp
- Max Ernst
- Alberto Gironella
- Juan Gris
- Jasper Johns
- El Lissitzki
- Henri Matisse
- Pablo Picasso
- Robert Rauschenberg
- Man Ray
- Kurt Schwitters
- Antoni Tàpies
- Hannah Höch
- Barbara Kruger
- Lee Krasner
- Grete Stern
- Varvara Stepànova
- Valentina Kulagina
- Eileen Agar
- Suzanne Duchamp
- Toyen
- Kara Walker
- Fatimah Tuggar
- Nancy Spero
- Mimmo Rotella
- Rebeka Elizegi